# Al-Khafsah (nahija)
Nahija Al-Khafsah (ar. ناحية الخفسة) je nahija u okrugu Manbij, u sirijskoj pokrajini Alep. Površina nahije je 3.063,46 km2. Po popisu iz 2004. (prije rata), nahija je imala 92,368 stanovnika. Administrativno sjedište je u naselju Al-Khafsah.